# لینک‌پد
یکی از امکانات جدید و رو به رشدی که به دات نت اضافه شده‌است و باعث ساده‌تر شدن برنامه‌های تحت این پلتفرم شده‌است Linq یا زبان پرس و جوی یکپارچه‌است که هدف اصلی آن ایجاد یک زبان واحد برای کار با اشیاء، آرایه‌ها، بانک‌های اطلاعاتی، فایلها و مانند آن است.پشتیبانی لینک پد از :
- Entity Framework
- LINQ to Objects
- LINQ to SQL
- LINQ to XML

برای آموزش و آزمایش دستورهای Linq بخصوص هنگام کار با بانک‌های اطلاعاتی می‌توانید از ابزار بسیار مفیدی به نام «لینک پد» استفاده کنید از این دستورها میتوان به بانک اطلاعاتی وصل شد و دستورها را متناظر با جداول نوشت.